# ایوان نچوی-لویتسکی
ایوان نچوی-لویتسکی (انگلیسی: Ivan Nechuy-Levytsky؛ ۲5 (13) نوامبر ۱۸۳۸ – ۲ آوریل ۱۹۱۸) نویسنده اهل امپراتوری روسیه بود.